# Crore
Crore (abr.: cr) é uma unidade da numeração indiana igual a 10 000 000 (107, 10 milhões), ou seja, 100 laques. É amplamente usada na Índia, Bangladesh, Nepal e Paquistão. As grandes quantidades de dinheiro na Índia são habitualmente escritas na forma de múltiplos de crore, como por exemplo "23 cr" (que são portanto 230 000 000 de rupias indianas).
A palavra é usada na versão indiana do jogo Quem Quer Ser Milionário?: Kaun Banega Crorepati, literalmente "Quem Quer Ter 10 milhões?".

## Versões
- Assamês: কোটি karor
- Bengali: কোটি kadad
  - Dialetos de Bengala Oriental: কুটি kuṭi
- Concani: कोटि koṭi ou करोऱ karoṛ
- Gujarati: કરોડ karoḍ
- Hindi: करोड़ karoṛ
  - Dialeto de Mumbai: खोका khoka
- Canarês: ಕೋಟಿ koṭi
- Malaiala: കോടി kodi (também escrito como koti)
- Marata: कोटी karora
- Oriá: କୋଟି koti
- Punjabi: ਕੋਡਿ karor (também escrito como karor)
- Cingalês koṭi
- Tâmil: கோடி koṭi (também escrito como kodi)
- Telugu: కోటీ koṭī
- Urdu: کروڑ karoṛ